# Благовещенка (Оренбургская область)
Благовещенка — село в Тюльганском районе Оренбургской области, административный центр Благовещенского сельсовета. 

## География
Находится на расстоянии примерно 20 километров по прямой на юго-запад от районного центра поселка  Тюльган.

## История
Село основано в виде хутора в 1908 году переселенцами из Киевской губернии. Название дано по дате основания. В советское время работал совхоз "Озёрный".

## Население
Население составляло 587 человек в 2002 году (русские 71%), 436 по переписи 2010 года.